# Kathleen Horvath
Erica Kathleen "Kathy" Horvath (25 de agosto de 1965) es una tenista profesional estadounidense retirada de la actividad.

## Carrera
Fue la jugadora más joven en competir en el Abierto de Estados Unidos en 1979, con 14 años y 5 días, este récord sigue en pie. Horvath jugó en el WTA Tour de 1981 a 1989, ganando seis títulos de sencillos y alcanzando la posición No. 10 en 1984. Llegó a los cuartos de final en el Abierto de Francia en 1983 y 1984. Se retiró con un récord de sencillos 176-154.
Horvath fue la única jugadora en vencer a Martina Navratilova en la temporada de 1983 (en el Abierto de Francia de 1983), ganando en la cuarta ronda en tres sets. Tuvo victorias en su carrera sobre Navratilova, Andrea Jaeger, Manuela Maleeva, Gabriela Sabatini, Dianne Fromholtz, Claudia Kohde-Kilsch, Mary Joe Fernández, Betty Stöve y Sylvia Hanika. Fue miembro del equipo estadounidense de la Fed Cup de 1984.

## Finales

### Singles 9: (6–3)
| Ganadora — Leyenda               |
| -------------------------------- |
| Grand Slam (0–0)                 |
| WTA Tour (0–0)                   |
| Virginia Slims, Avon, Otro (6–3) |

| Títulos por superficie |
| ---------------------- |
| Dura (0–0)             |
| Césped (0–0)           |
| Arcilla (2–3)          |
| Alfombra (4–0)         |

| Resultado | N.º | Fecha | Torneo       | Superficie | Oponente             | Marcador           |
| --------- | --- | ----- | ------------ | ---------- | -------------------- | ------------------ |
| Ganadora  | 1.  | 1981  | Montreal     | Alfombra   | Candy Reynolds       | 6–4, 7–6           |
| Ganadora  | 2.  | 1983  | Nashville    | Alfombra   | Marcela Skuherská    | 6–4, 6–3           |
| Finalista | 1.  | 1983  | Berlín       | Arcilla    | Chris Evert-Lloyd    | 4–6, 6–7(1–7)      |
| Ganadora  | 3.  | 1983  | Honolulú     | Alfombra   | Carling Bassett      | 4–6, 6–2, 7–6(7–1) |
| Finalista | 2.  | 1984  | Marco Island | Arcilla    | Bonnie Gadusek       | 6–3, 0–6, 4–6      |
| Finalista | 3.  | 1984  | Berlín       | Arcilla    | Claudia Kohde-Kilsch | 6–7(8–10), 1–6     |
| Ganadora  | 4.  | 1985  | Indianápolis | Alfombra   | Elise Burgin         | 6–2, 6–4           |
| Ganadora  | 5.  | 1985  | Palm Beach   | Arcilla    | Petra Jauch-Delhees  | 3–6, 6–3, 6–3      |
| Ganadora  | 6.  | 1987  | Knokke       | Arcilla    | Bettina Bunge        | 6–1, 7–6(7–5)      |